# Mulieris Dignitatem
Mulieris Dignitatem  es una carta apostólica realizada por el papa Juan Pablo II sobre la dignidad y la vocación de la mujer, con ocasión del año mariano 1988, y fechada el 15 de agosto, solemnidad de la Asunción de la Virgen María, de ese mismo año. Es el primer documento del Magisterio pontificio dedicado enteramente a la mujer, que responde a una petición de los participantes a la VII Asamblea ordinaria del Sínodo de los Obispos, que tuvo lugar en Roma en el año 1987, con el tema: "La vocación y la misión de los laicos en la Iglesia y en el mundo, veinte años después del Concilio Vaticano II". La carta defiende el punto de vista cristiano denominado complementarianismo, que piensa que tanto los hombres como las mujeres se complementen entre sí en sus diferentes papeles y funciones, en consonancia con la filosofía del nuevo feminismo. 

## Contenido
Juan Pablo II propuso en esta carta apostólica a María (madre de Jesús) como prototipo y modelo de la «mujer perfecta», ya que, según Juan Pablo II, «en María se encuentran cumplidas, en la forma más sublime, todas las posibilidades de la mujer». Además, Juan Pablo II «se pone sin vacilaciones al lado de los que luchan por la igualdad de los derechos sociales y políticos de las mujeres, ya que son personas creadas a imagen de Dios, al igual que los hombres». Sin embargo, destaca que esta igualdad de derechos «no debe conducir a una deformación de la vocación natural de la mujer». A este respecto destaca que la unidad y la igualdad en dignidad del varón y de la mujer no anulan la diversidad vocacional y en sus funciones. «La maternidad no es solamente un proceso fisiológico, sino un acontecimiento que nace de la raíz del propio ser de la mujer». Además, el documento hace hincapié sobre la bendición que supone la vida consagrada a Dios como vocación, y, finalmente, presenta con amplitud la misión eclesial de la mujer.

## Estructura
1. Introducción
2. Mujer - Madre de Dios
3. Imagen y semejanza de Dios
4. Eva - María
5. Jesucristo
6. Maternidad - Virginidad
7. La Iglesia - Esposa de Cristo
8. La mayor es la Caridad
9. Conclusión